# Țepoaia
Țepoaia – wieś w Rumunii, w okręgu Bacău, w gminie Motoșeni. W 2011 roku liczyła 385 mieszkańców.